# سرود ملی پادشاهی افغانستان
سرود ملی پادشاهی افغانستان که با نام درود بزرگ نیز شناخته می‌شود. سرود ملی پادشاهی افغانستان از سال ۱۹۴۳ تا ۱۹۷۳ بود. این آهنگ رسماً در سال ۱۹۴۳ منتشر شد و جایگزین نخستین سرود ملی شد که در زمان سلطنت امان‌الله خان ساخته شده بود. در سال ۱۹۷۳، پادشاهی افغانستان در یک کودتا سرنگون شد و این سرود نیز منسوخ شد.

## متن سرود
این سرود با ترانه‌سرایی محمد مختار و آهنگسازی فرخ افندی و به زبان فارسی بود زیرا در آن زمان زبان پشتو در افغانستان رسمی و دولتی نبود.
| متن فارسی                                                                                                  |
| --- |
| ای شاهِ غیور و مهربانِ ما هستیم از جان مطیعِ شما ما فرزندانِ توییم ما فداکارِ توییم ای شاهِ ما ای شاهِ ملت‌خواهِ ما |